# Ston
Ston (ejtsd: szton) kisváros és község (járás) Horvátországban, Dubrovnik-Neretva megyében, a Pelješac-félsziget bejáratánál. A település két részből, Nagy-Stonból (Velki Ston) és Kis-Stonból (Mali Ston) áll.

## A község (járás) települései
Ston községhez (járáshoz) a 2006-os állapot szerint Ston városán kívül Boljenovići, Brijesta, Broce, Česvinica, Dančanje, Duba Stonska, Dubrava, Hodilje, Luka, Mali Ston, Metohija, Putniković, Sparagovići, Tomislavovac, Zabrđe, Zaton Doli és Žuljana települések tartoztak.

## Fekvése
Dubrovniktól északra, a Pelješac-félsziget délkeleti részén fekszik, ahol a félsziget egy kis földnyelvvel a szárazföldhöz csatlakozik. Az Adriai-tenger Stoni-csatorna (horvátul Stonski kanal) nevű öblének északnyugati részén található.

## Története
Ston már az ókorban lakott hely volt, a városka helyén egykor a Turris Stagni nevű római, majd kisebb középkori település állt.
A 9. században már ortodox püspöki székhely volt, majd egy ideig a boszniai zahumijei zsupánsághoz tartozott, majd  I. Simeon bolgár cár, később a szerbiai Nemanjić-dinasztia, s később a bosnyák királyok uralma alatt állt.
A 14-15. században, a Raguzai Köztársaság felvirágzásával egy időben a Pelješac-félsziget, s Ston hajósgazdáinak hajói járták a tengereket egészen a 19. századig, amíg a vitorláshajóknak végképp be nem alkonyult.
1333-ban két Ston Raguza birtokába került, s ezzel stratégiai fontosságot kapott, a várost előretolt erődítménnyé építették ki oly módon, hogy a Kis-Stoni-csatornától a Nagy-Stoni-öbölig húzódó bástyákkal megrakott várfallal vágták el a Pelješac-félszigetnek itt legkeskenyebb részét. Az erődrendszert a 14. századtól a 16. század elejéig olasz építőmesterek tökéletesítették, biztosítva a köztársaság uralmát.

## Kis-Ston
Kis-Ston a szárazföldet a Pelješac-félszigettől elválasztó róla elnevezett csatorna partján fekszik, míg Nagy-Ston tőle alig 1 km-re, a félsziget déli részébe hosszan benyúló öböl legbelső pontja közelében terül el.
Az alig három utcából, és a hegyoldalból lefelé futó sikátorokból, szűk utcácskákból álló Kis-Stont még a dubrovnikiak alapították 1334-ben, várfalakkal választva el a tornyokkal védett kikötőtől, ahova a városkából a kikötői kapu vezet.
Kis-Ston fő nevezetességeihez tartozik az osztrigahalászat és osztrigatelepei.
A városka falaitól zárófal húzódik a gerincig s onnan lefelé, összekötve Kis- és Nagy-Ston erődítményrendszerét.

## Nagy-Ston
A domb túloldalán fekszik a Kis-Stontól alig 1,5 km-re fekvő, külön városfalakkal körülzárt Nagy-Ston.
A szabálytalan ötszög alaprajzú Nagy-Ston főtere a település nyugati szélén levő előerőd mellett elhaladva érhető el. A tér közepén hatalmas datolyapálmákkal övezett park, s a park mentén egymás mellett sorakozó épületek; a volt köztársasági iroda gótikus épülete, az egykori püspöki palota, melynek földszintjén van a kőtár, ahol Ston kőemlékeit mutatják be, a ferences rendi zárda, s nem utolsósorban a főtér ékessége a középkori hangulatú, szép késő reneszánsz kori barokk díszkút.
Nagy-Ston városkapuja előtt elterülő délre néző öbölben látható a ma is üzemelő sólepárlók távolba vesző fehér rekeszeinek sokasága.

## Nevezetességei
- Kis- és Nagy-Ston városfalai és bástyái, melyek a hagyomány szerint a kínai nagy fal után következő legnagyobb fennmaradt védőfalak.
- Kis-Ston osztrigahalászata és osztrigatelepe.
- Nagy-Ston sólepárló telepe a városka előtti öbölben.
- Püspöki palota: Nagy-Ston főterén, az épület alsó szintjén lévő kőtárral.
- Díszkút - Késő reneszánsz kori barokk stílusú.
- A Szent Miklós ferences templom és rendház[2] a település nyugati részén, a városfal mellett található. A kolostor épületkomplexumát fal veszi körül. A kelet–nyugati tájolású téglalap alakú kolostort északról egy ugyancsak megfelelően tájolt templom, délen pedig három kolostorszárny zárja le. Szent Miklós-templom egyhajós, fából készült mennyezettel, a román-gótikus stílus épületszobrászati részleteivel. A tágas főhajót egy téglalap alakú apszis követi. A kolostort 1347-ben alapították, és az építkezést a 15. század végén fejezték be. A templomban Blaž Jurjev Trogiranin (olaszul: Biagio di Giorgio da Traù) által festett, a négy evangélista képével díszített Krisztus a kereszten című kép látható.
- Stoni-mező délkeleti részén, a Bare nevű helyen, egy nagyobb ókori épületegyüttes maradványai találhatók, amelynek építése a szakemberek szerint a 2. századra datálható, de használatban volt az 5. - 6. századig, amikor egy félköríves apszissal és subseliával rendelkező bazilika épült ezen a helyen, az északi oldalához pedig toldalékot építettek. A helyszín harmadik, középkori szakaszában a bazilika maradványainak belsejében egy egyhajós kis templomot építettek, amely a fonadékdíszes kőtöredékei alapján a preromán időszakra nyúlik vissza.[3]
- A Szent Márton-templom templomi maradványai ugyancsak a Stoni-mező délkeleti részén, Pakljen területén, a Humac-hegy lábánál található. A késő ókori épületegyüttes maradványaira épült templom egy kisebb, egyhajós épület, téglalap alaprajzú, kívül négyszögletes, belül félköríves apszissal, két pár lizénán nyugvó dongaboltozattal befedve. Az építés formája és módja szerint a templom a 12. század elejéről származó koraromán stílusú épület, de erős preromán stílusú hatások figyelhetők meg rajta, amely az apszis alakjában és a templom háromhajós felosztásában nyilvánulnak meg.[4]
- A Stoni-mező déli részén, a Gradac-hegy lábánál, a Zalinje nevű helyen találhatók a Szent Péter-templom maradványai. A templom a 6. században épült egyhajós épület, széles patkó alakú apszissal, mellette az északnyugati oldalon egyszerű, téglalap alaprajzú helyiséget építettek hozzá. A középkorban ezt helyiséget újabb szentéllyé alakították át, amely az építés módja és hármas belső félköríves apszisa alapján az ún. dél-dalmáciai kupolás típusú, preromán építészet jegyeit hordozza. Ez a kettős épületegyüttes érdekes példája az ókeresztény hagyománynak a középkorban való túlélésére.[5]
- Stoni-mező délkeleti részén, a Gorica-dombon található a Szent Mária Magdolna templom, amelyet egy korábbi ősi épületegyüttes maradványaira építettek. A templom gazdagon berendezett ókeresztény bazilika volt a 6. századtól hosszúkás, téglalap alakú alaprajzzal, félköríves apszissal és később korszerűsített narthexszel. Az épület jelenlegi alakját a kora román korban kapta meg, amikor a templomot  háromhajósra bővítették. A homlokzat későbbi korszerűsítése során egy westwerkkel erősített harangtornyot épített hozzá. A szakemberek feltételezik, hogy ez a templom volt a késő ókori stoni egyházmegye anyatemploma.[6]
- A volt köztársasági kancellária gótikus épülete.[7] A Raguzai Köztársaság stoni épületét a tervezett város épületegyüttes központi részén, a 15. század második felében emelték. A Kormányzói Palota mellett a köztársaság stoni adminisztrációjának egyik fő épülete volt. A földszinten két ablak és két ajtó van, amelyek az akkori raguzai hosszúságmértékek szerint épültek. A homlokzat első emeleten két négyzet alakú ablaknyílással tagolódik, a második emelet reprezentatív tere pedig két gótikus monoforámával és nagyon gazdagon alkalmazott építészeti díszítőelemekkel rendelkezik. A főhomlokzat tetején egy profilozott elválasztó párkányban két levél alakú konzol helyezkedik el, amely egykor egy többrészes ablaknyílást tartott, mely az 1843-as földrengésben elpusztult.
- Stoni-mező déli végében, stratégiai helyen található Brijeg Gradac, amely feltételezhetően egy őskori erődített település, majd ókorban Stamnum vagy Stagnum néven római település volt, amelyet egészen kora középkorig laktak. Ekkor épült a román stílusú Szent Mihály-templom, amely egyhajós épület, kívülről négyzet alakú, belül pedig félköríves apszissal, tagolt falfelületekkel és a hajó három boltszakaszra történt felosztásával készült, amely fölött egykor kupola állt. fennmaradtak a 11. századi freskók az adományozó és a templom korabeli modelljének különösen fontos ábrázolásával, mely a horvátországi román festészet legjelentősebb emlékei közé tartozik. A 16. században a templom mellett egy domonkos harmadrendi kolostort építettek.[8]
- A Stoni-mező déli részén, a Gradac-hegy keleti oldalán találhatók a Szent János-templom maradványai.[9] A templom hosszúkás, egyhajós épület, félköríves apszissal. A boltívek és pilasztereken nyugvó dongaboltozat, valamint az apszis belső fala nyilvánvalóan később épült a templom eredetileg egysíkú terébe. A templomot valószínűleg a román korban, későbbi beavatkozásokkal egy korábbi, feltehetően ókori épületegyüttes maradványaira építették, amelynek meglétére a templom közvetlen közelében lévő falak maradványai és számos felszíni lelet utal.
- Prapratno településrésztől és az azonos nevű öböltől északra, a Sveti Srđ nevű magaslaton találhatók a Szent Szergiusz (Sveti Srđ)-templom romjai.[10] A templom a 14. században épült és gótikus stílusjegyekkel rendelkezik, ami elsősorban a csúcsíves boltívek boltozatán figyelhető meg. A templom egyszerű, egyhajós épület, külön szentély nélkül. Feltételezik, hogy egy késő ókori szakrális épület maradványaira épült, és Prapratno település temploma volt.
- Solanától délre a Stoni-mezőn található a Lužinai Miasszonyunk-templom.[11] Az épület négyszögletes alaprajzú, mély félkör alakú apszissal. A templom előtti emelkedő fennsíkról lépünk be az előcsarnokba, amely fölött a hatalmas harangtorony található, amelyet a harangok magasságában loggia széles íves nyílásai  tagolnak és kupolával fedtek be. A templom belseje csúcsíves boltozattal boltozott. Az oldalfalakat két pilaszter tagolja, amelyek karcsú gerendákat hordoznak. Régészeti leletek tanúskodnak arról, hogy a mai templom helyén állt egy korábbi szentély, amelyről a 9. századból van forrás, mielőtt a 11. században egy  erőteljesebb kora román beavatkozással átépítették. A 16. századi falfestmény egyes részei maradtak fenn a templom belsejében.
- Ston északkeleti részén egy lakótömbben található a Jézus Szent Neve tiszteletére szentelt templom.[12] Kelet–nyugati tájolású, egyhajós, hosszúkás épület, belül tükörboltozattal. A 16./17. században épült, majd a 19. századig többször átépítették.
- Az Angyali Üdvözlet-templom[13] a Podzvizd-hegy lábánál, a Stoni-mező szélén található. Egyhajós épület, téglalap alaprajzzal és téglalap alakú apszissal. A déli homlokzatot, portál és két csúcsíves ablak tagolja. A nyugati homlokzaton található a főportál, profilozott áthidalóval és félköríves lunettával, valamint két téglalap alakú ablakkal. A portál feletti tengelyben kerek profilozott ablak, az oromfalon hármas harangdúc található. A templom reneszánsz stílusú, a közelmúlt építészeti beavatkozásaival.
- A Szent András-templom[14] a Ston-mező ősi felosztásának „carda i decumanus”ának metszéspontjában épült, valószínűleg egy korábbi ősi kultuszhely helyén. A templom kicsi egyhajós épület, téglalap alaprajzzal, kívül félkör alakú apszissal, belül sekély téglalap alakú fülkével. Dongaboltozatos, ablaknyílások nélküli, nyugati homlokzatán széles ajtóval. Szabályos kőtömbökből épült, szabályos sorokba rendezve, reneszánsz stílusjelleggel. Egyike azon számos szakrális épületnek, amelyeket a Stoni-mező földjének ősi felosztása metszéspontjában hoztak létre, és amelyek a szent hely folytonosságát az ókor óta fenntartják.
- Stontól nyugatra, a Stoni-mező ősi határának legelején található a kis Szent Jeromos-templom.[15] Azok közé a szakrális épületek közé tartozik, amelyek a mező ősi határának metszéspontjain keletkeztek, így korábban kultikus épületek voltak. A templom egyszerű, egyhajós épület, félköríves apszissal, kelet–nyugati tájolással. Nemrég lebontották és újjáépítették.

## Galéria

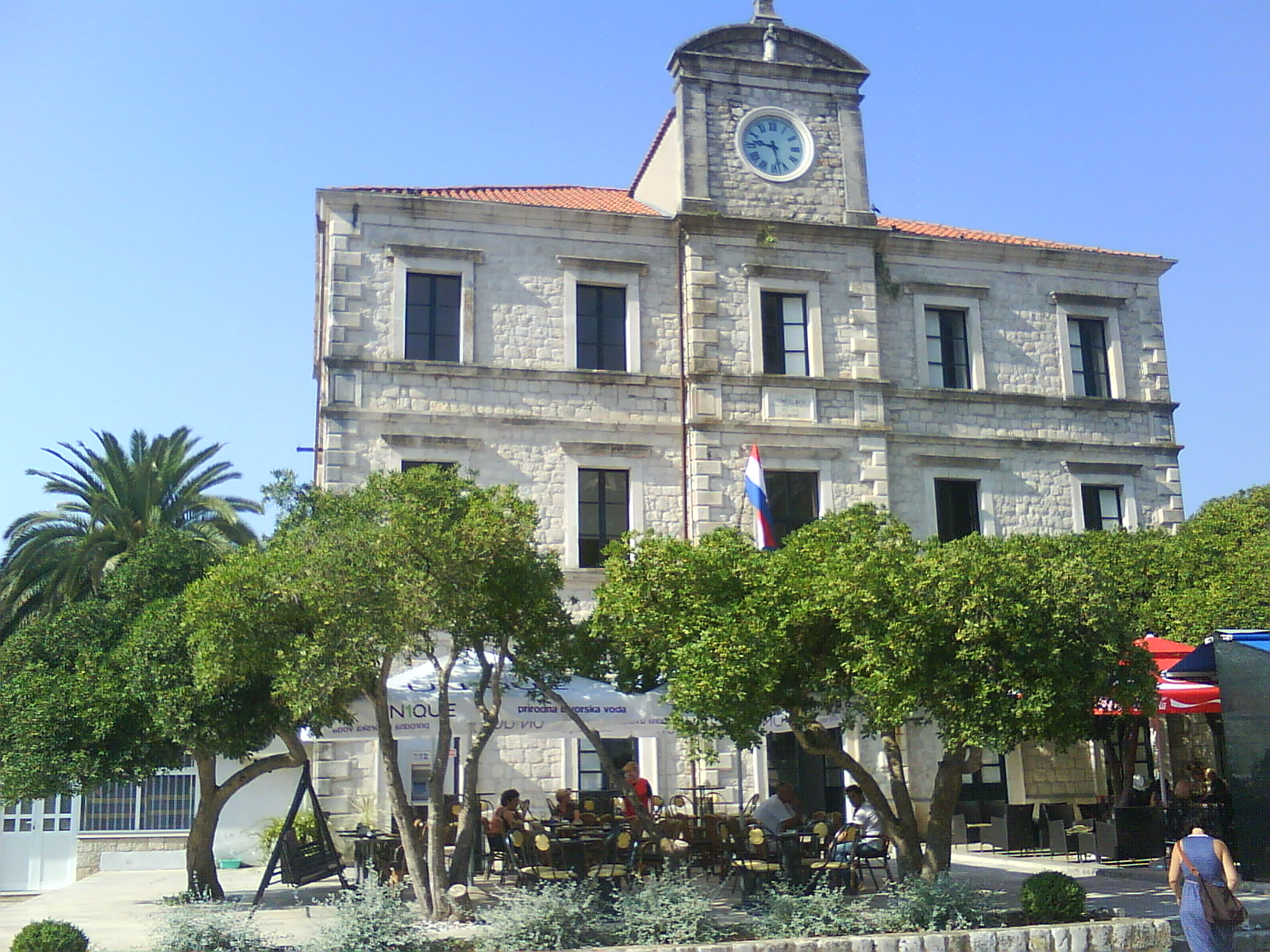
Városháza
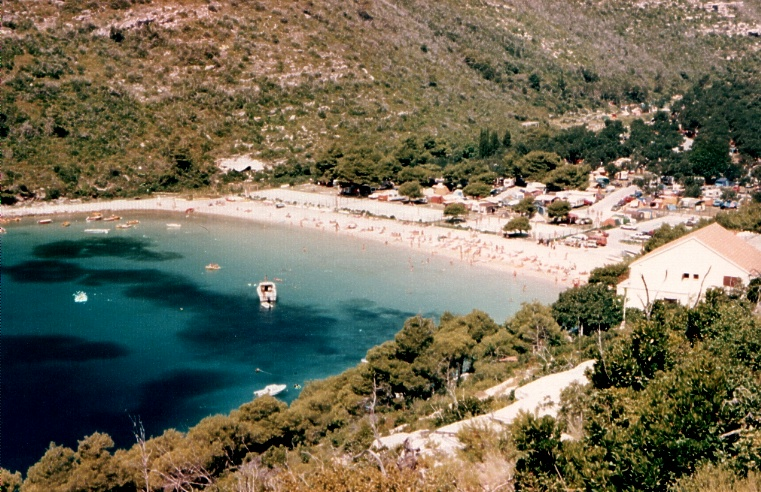
Prapatno-öböl
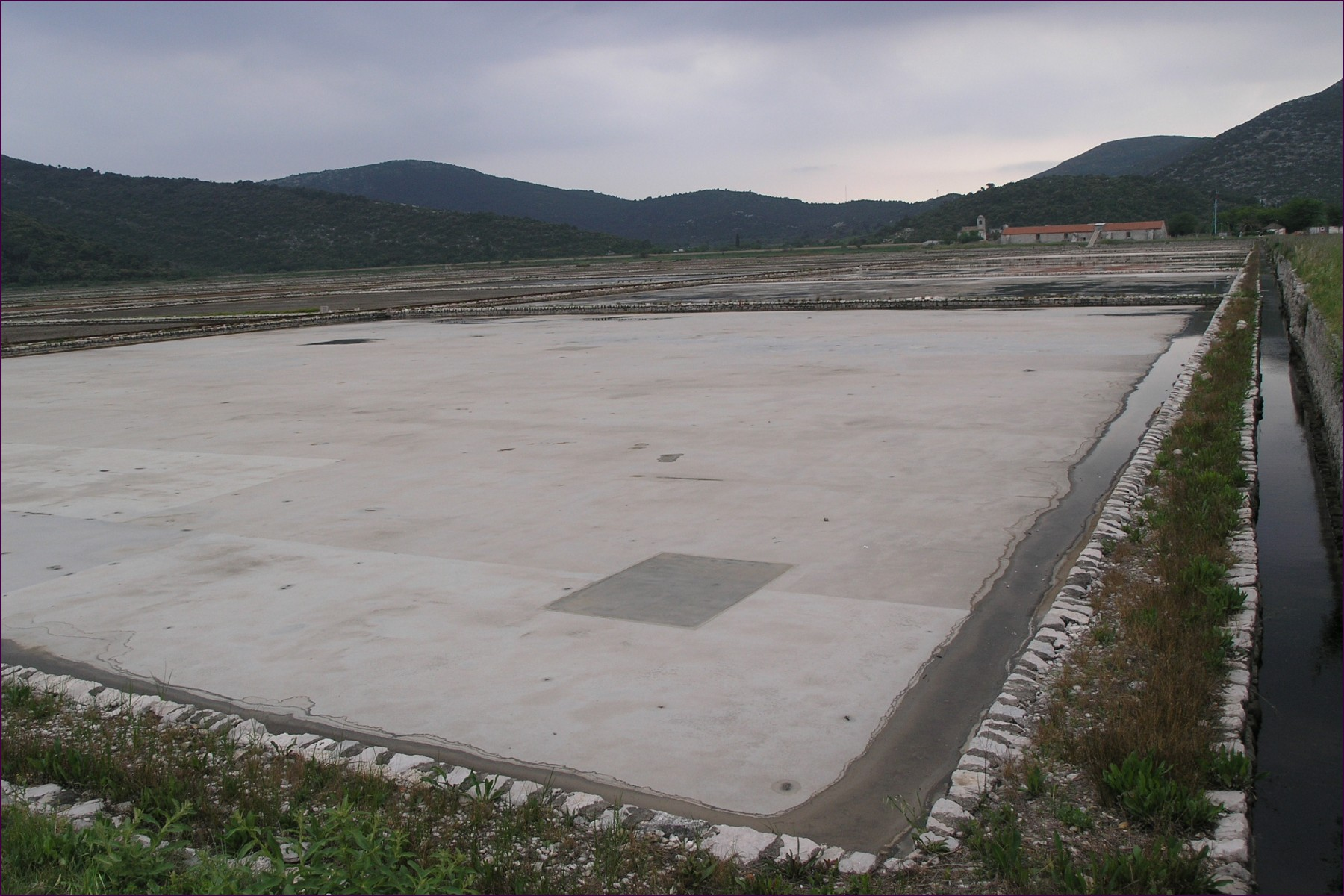
Sólepárlók
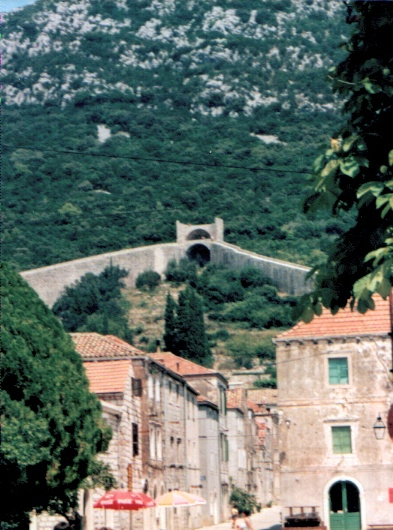
Városfal
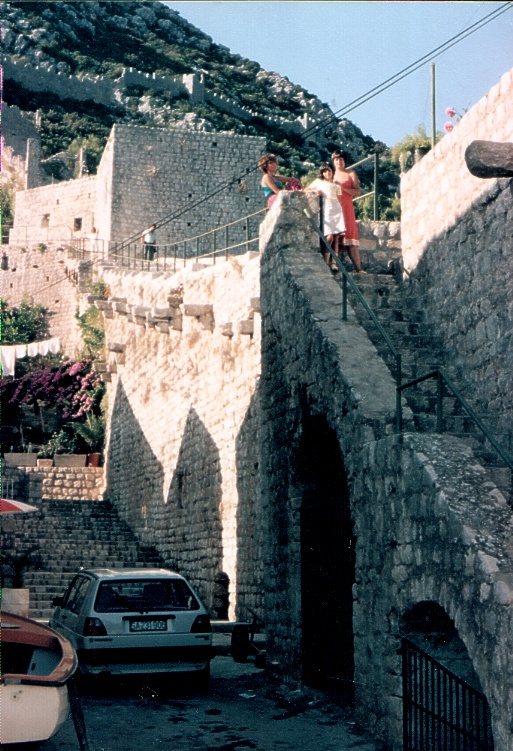
Városfalak
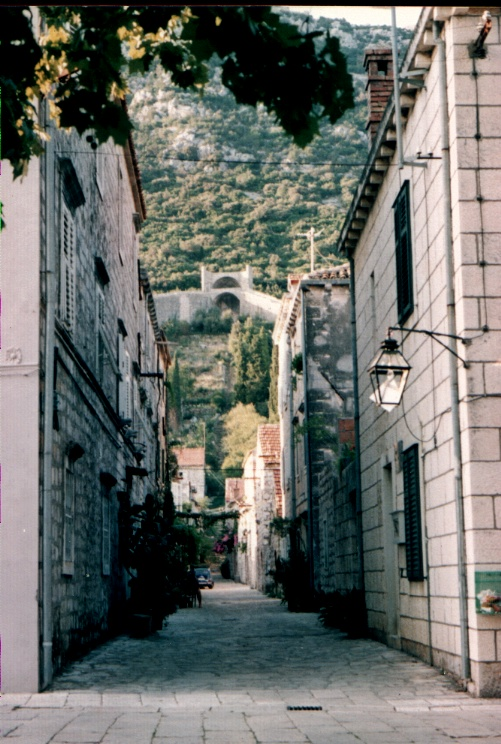
Utcakép
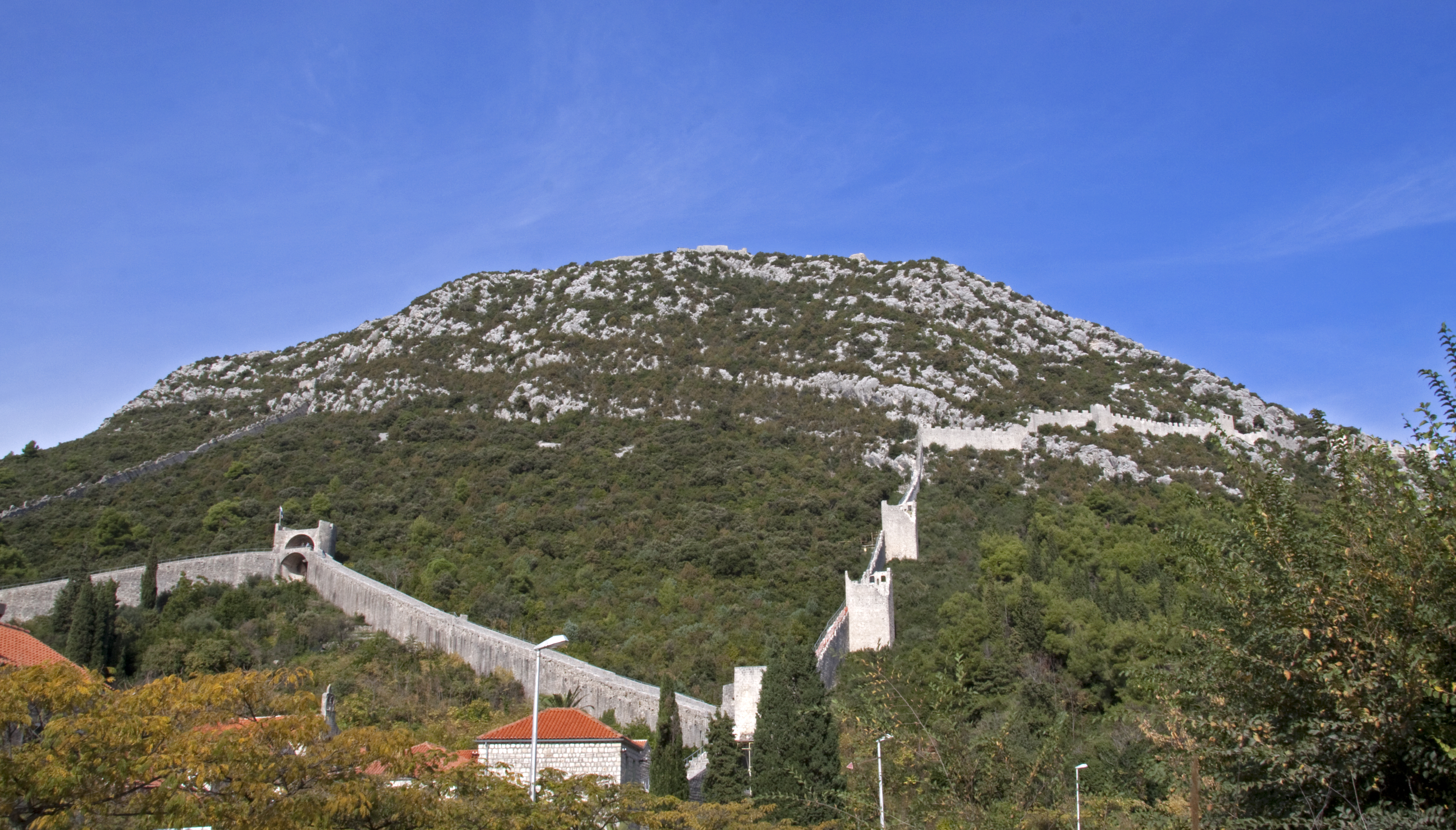
Városfalak
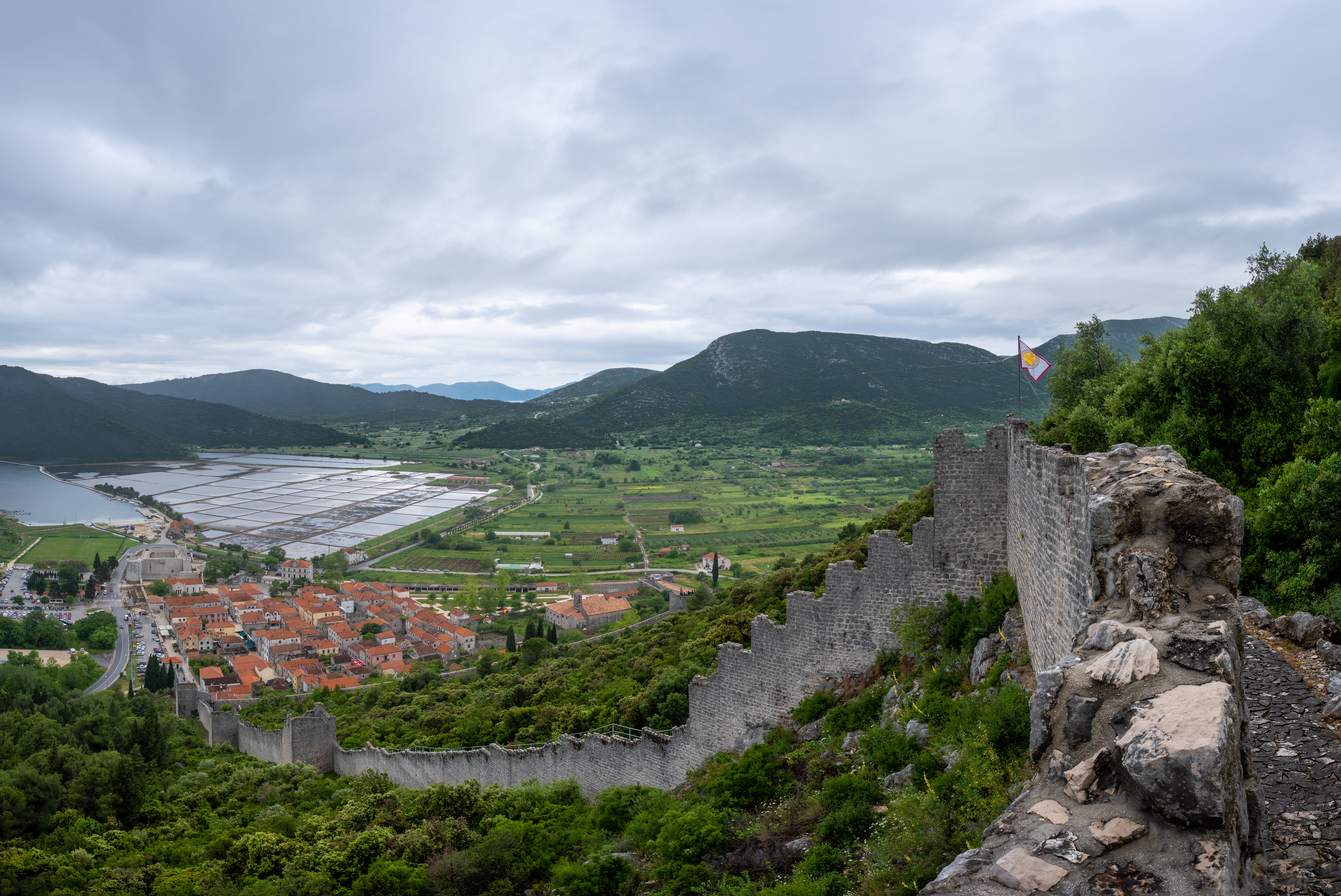
Ston, a sólepárlók és a városfal egy részlete